# Threskiornis solitarius
Threskiornis solitarius (лат.) — исчезнувший вид ибисов, эндемик вулканического острова Реюньон в Индийском океане. Впервые субфоссилии птицы были найдены в 1974 году, на основе которых в 1987 году ибис получил научное описание. Его ближайшими родственниками являются мадагаскарский ибис, священный ибис и австралийский ибис.
В сообщениях путешественников XVII и XVIII веков описывалась летавшая с трудом и предпочитавшая уединённый образ жизни белая птица с острова Реюньон, названная «реюньонским дронтом». В середине XIX века было ошибочное предположение, что в старых сообщениях путешественников говорилось о белых родственниках додо, поскольку в одном из них, в частности, упоминались дронты с острова Реюньон, а картины XVII века с этими птицами имели размытую структуру. В результате вид долгое время фигурировал в подсемействе дронтовых под такими названиями, как белый дронт и бурбонский дронт. Однако, на Реюньоне не было найдено каких-либо субфоссилий дронтов, а картины XVII века позднее подверглись сомнению по поводу того, имеют ли они отношение к острову. Подлинность же остальных также была поставлена под вопросом, поскольку они основывались лишь на домыслах. В конце XX века открытие субфоссилий навело на мысль, что в старых сообщениях говорилось об ибисе. В настоящее время общепризнанной является идея о том, что вышеупомянутый дронт и ископаемый ибис были одним и тем же видом, не одобряющаяся лишь малым числом учёных.
И старые описания, и субфоссилии показывают, что у ибиса преобладала белая окраска, переходившая в жёлто-серую. Первичные маховые перья и хвостовая часть, сходная по строению как у страуса, были чёрными. Ибис имел длинные шею и ноги, а также, в целом, прямой и короткий клюв. Птица также имела более крепкое, но схожее, как у её родственников, телосложение. Птица была не более 65 см в длину. Субфоссилии крыльев указывали на то, что она плохо летала — особенность, связанная с сезонным накоплением жира. Ибис питался червями и другими почвенными животными. В XVII веке он обитал в гористой местности, которая, вероятно, была ограничена труднодоступными возвышенностями из-за интенсивной охоты со стороны людей и хищничества завезённых животных в более доступных районах острова. Мясо птицы высоко ценилось поселенцами Реюньона за вкусовые качества. Вероятно, эти факторы и стали причинами исчезновения реюньонского ибиса в начале XVIII века.

## Таксономия
Таксономическая история ибиса — запутанная и сложная в связи с неоднозначными и скудными доказательствами, которые до недавнего времени были доступны учёным. Мнимый «белый додо» с острова Реюньон в настоящее время считается ошибочной догадкой, основанной на скудных сообщениях, где описывался реюньонский ибис вместе с картинами маврикийского белого дронта, ставшими известными в XIX веке и созданными голландскими живописцами XVII века Питером Визусом и Питером Хольстейном II.

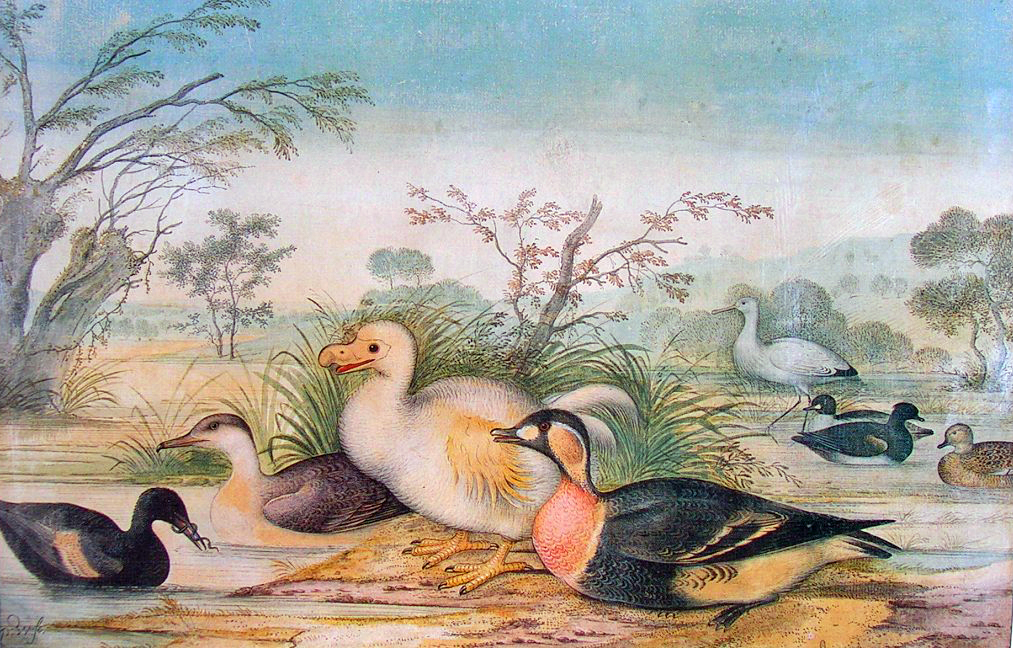
Одно из первых открытых изображений белого додо конца XVII века, Питер Визус

Английский главный старший помощник Джон Таттон был первым, кто, в частности, упоминал в 1625 году белую птицу с Реюньона. После того, как остров был занят французами в 1646 году, эту птицу стали называть «дронтом». Представитель Французской Ост-Индской компании Мишель Карре описал дронта в 1699 году, объяснив причину выбора этого названия:

Я видел в этом месте птицу, которую не находил где-либо прежде; аборигены с уверенностью называют её «дронтом», она любит уединённый образ жизни и предпочитает только труднодоступные места; никто не видел её в парах или колониях, она всегда одна. Она не отличалась бы от индейки, если бы не имела более длинные ноги. Красоту её оперения нужно видеть. Оно переменчивого цвета, граничащего с жёлтым. Мясо имеет изысканный вкус; оно является одним из лучших блюд этой страны и могло бы стать лакомством на наших столах. Нам хотелось отправить этих двух птиц во Францию и показать их его Величеству, но, как только оказывались на борту корабля, они умирали от тоски, отказываясь от еды и питья.
Оригинальный текст (англ.)I saw a kind of bird in this place which I have not found elsewhere; it is that which the inhabitants call the Oiseaux Solitaire for to be sure, it loves solitude and only frequents the most secluded places; one never sees two or more together; it is always alone. It is not unlike a turkey, if it did not have longer legs. The beauty of its plumage is a delight to see. It is of changeable colour which verges upon yellow. The flesh is exquisite; it forms one of the best dishes in this country, and might form a dainty at our tables. We wished to keep two of these birds to send to France and present them to His Majesty, but as soon as they were on board ship, they died of melancholy, having refused to eat or drink.
— 
Высланный на остров французский гугенот Франсуа Лега применил название «solitaire» к родригесскому дронту из семейства дронтовых, которого встретил на соседнем острове Родригес в 1690-х годах, однако есть мнение, что он заимствовал название из тракта маркиза Анри Дюкейна 1689 года, упомянувшего вид с острова Реюньон. Описание самого Дюкейна, вероятно, основывалось на более ранних. Каких-либо экспонатов этого дронта не сохранилось. Две особи Карре пытался отправить в королевский зверинец во Франции, но они не выжили в неволе. Бильярд утверждал, что Бертран Франсуа Маэ де Лабурдонне доставил «дронта» в Францию из Реюньона около 1740 года. Поскольку, как считается, реюньонский ибис к этому времени уже вымер, то птица Лабурдонне на самом деле могла быть родригесским дронтом.

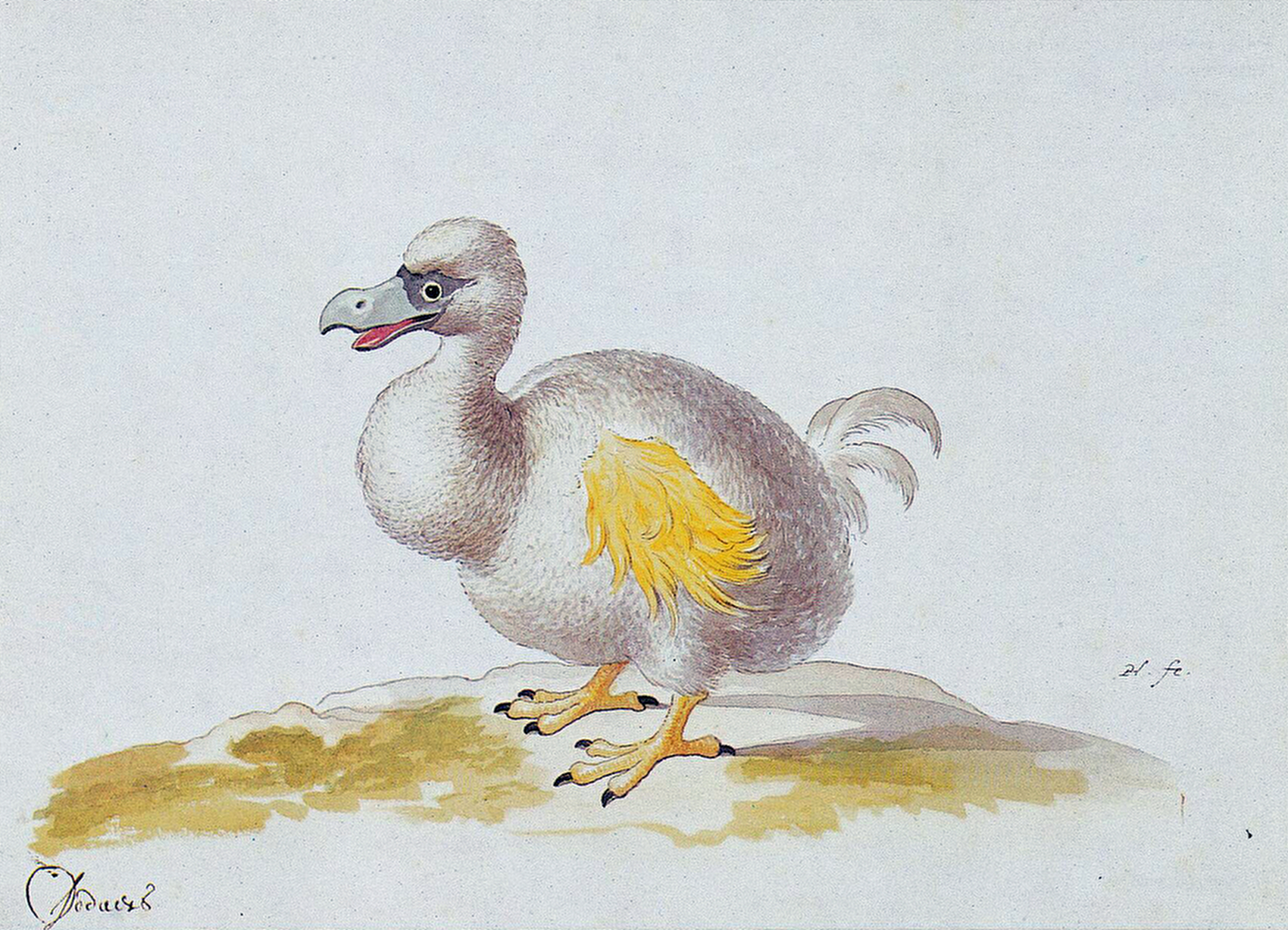
Одно из трёх изображений белого додо середины XVII века, Питер Холстейн

Единственный автор, который конкретно писал о «дронтах», населяющих остров Реюньон, был голландский мореплаватель Виллем Бонтекке, хотя и не упоминал их окраску:

Там были так называемые «Dod-eersen» (староголландское название дронтов), у которых были небольшие крылья, и практически не летали, они были настолько жирными, что едва могли передвигаться, а когда пытались бежать, то волочили нижнюю часть туловища по земле.
Оригинальный текст (англ.)There were also Dod-eersen [old Dutch for dodos], which have small wings, and so far from being able to fly, they were so fat that they could scarcely walk, and when they tried to run, they dragged their under side along the ground
— 
Когда его дневник был издан в 1646 году, он сопровождался гравюрой, которая, как известно теперь, была копией одного из изображений дронтов на эскизе, находящимся в художественном музее Крокера, фламандского художника Руланта Саверея. Поскольку Бонтекке потерпел кораблекрушение и потерял всё своё состояние после посещения Реюньона в 1619 году, после того, как вернулся в Голландию спустя семи лет, он, скорее всего, не оставил сообщения, что ставит под вопросом его достоверность. Вероятно, он поспешно сделал вывод о том, что это дронт, заметив схожие черты, что были в сообщениях об этой птице.

### Ранние представления
В 1770-х годах французский натуралист граф де Бюффон заявил, что дронты обитают и на Маврикии и на Реюньоне. Неизвестно, по какой причине включил Реюньон, однако он в один раздел также объединил сообщения о родригесском дронте и третьей птице («птица Назарета», в настоящее время считающаяся дронтом). Английский натуралист Хью Эдвин Стрикленд оставил свои размышления по старым описаниям реюньонского ибиса в своей книге 1848 года под названием The Dodo and Its Kindred (с англ. — «Додо и его родственники») и сделал вывод, что птица отличается от маврикийского и родригесского дронтов. Барон Мишель-Эдмон Сели-Лонгшан придумал научное название Apterornis solitarius реюньонскому ибису в 1848 году, поместив его, по всей видимости, в типовой вид рода, в который он также включил две другие птицы с Маскаренских островов, известные только из сообщений современников: рыжий маврикийский пастушок и реюньонская султанка. В 1854 году Бонапарт придумал новое биноминальное название Ornithaptera borbonica (первоначальным названием острова Реюньон было Бурбон), поскольку Apterornis уже использовалось Ричардом Оуэном для другой птицы, а прежние названия стали невалидными. В 1854 году Герман Шлегель поместил ибиса в тот же род, что и маврикийского дронта, под именем Didus apterornis. Он вернул название, следуя свидетельствам современников, в которых вместо дронта фигурировала птица, похожая на ибиса или аиста. Долгое время считалось, что реюньонский ибис был представителем семейства дронтовых, поскольку его помещали в один род с додо.
В 1856 году Уильям Кокер объявил об открытии «персидской» картины XVII века с изображением белого додо среди водоплавающих птиц, которую он показал в Англии. Автором работы оказался Питер Визус, а многие видные натуралисты XIX века впоследствии предположили, что на картине изображён белый реюньонский дронт, изначально предсказанный орнитологом Джоном Гульдом. В то же время несколько подобных картин белых дронтов Питера Холстейна были обнаружены в Нидерландах. В 1869 году английский орнитолог Альфред Ньютон утверждал, что на картине Визуса и гравюре Бонтеке изображён доставленный в Голландию живой реюньонский дронт, объясняя прямоту клюва тем, что он был дебикирован для предотвращения увечий людям. Он также проигнорировал расхождения между иллюстрациями и описаниями, особенно такую деталь, как длинный, тонкий клюв, о котором говорилось в одном сообщении.
Слова Ньютона существенно закрепили правильность этой связи среди ведущих его современников, некоторые из которых развили эту точку зрения. Голландский зоолог Антони Корнелис Одеманс предположил, что расхождения между изображениями и старыми описаниями проявились из-за картин, на которых были нарисованы самки, объявив, таким образом, о наличии у вида полового диморфизма. Уолтер Ротшильд утверждал, что жёлтые крылья могли быть следствием альбинизма этой особи, поскольку в старых описаниях они были чёрными. К началу XX века на фоне множества спекуляций было объявлено, что большинство картин и даже физические остатки принадлежали белым дронтам. Некоторые полагали, что рассматриваемый вид из старых описаний, скорее всего, был похож на родригеского дронта. Ротшильд, взяв за основу картины Визуса и описание Дюбуа 1674 года, поручил британскому художнику Уильяму Фрохоуку вернуть реюньонскому виду прежнее название — «белый дронт» и выделить его в качестве отдельной птицы для его книги 1907 года «Вымершие птицы». В 1953 году японский писатель Масауджи Хачисука ссылался на белого додо, как Victoriornis imperialis, если речь шла о картинах, а на ибиса, как Ornithaptera solitarius, если говорилось о сообщениях.

### Современные представления
До конца 1980-х годов общепринятой точкой зрения была вера в существование белого дронта на острове Реюньон, и лишь немногие исследователи сомневались в связи между сообщениями об ибисе и картинами додо. Они предостерегли, что не может быть сделано никаких выводов без таких убедительных доказательств, как фоссилии, и ничто не указывало на то, что нарисованные белые дронты имеют отношение к Реюньону. В 1970 году Роберт Сторер предсказал, что если найдутся такие ископаемые, то они не будут принадлежат к дронтовым, или даже голубиным.

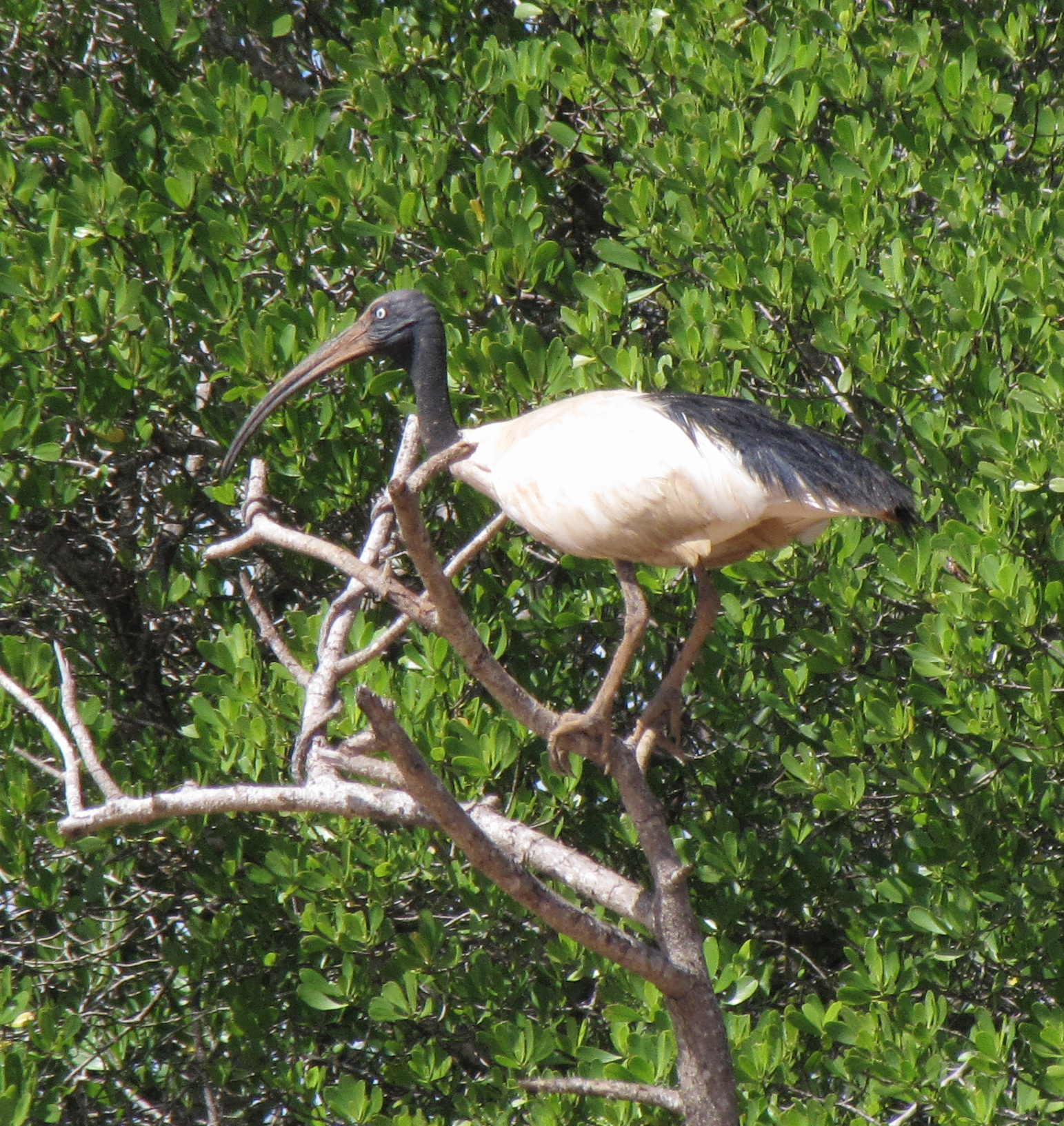
Мадагаскарский ибис — близкий родственник реюньонского ибиса

Первые субфоссилии птицы были найдены на Реюньоне в 1974 году и присвоены аисту. Остатки были найдены в пещере и указывали на то, что птицу привели и съели первые поселенцы. Было предположение, что остатки могли принадлежать большой, загадочной птице, описанной Лега, которую некоторые орнитологи называли её «гигантом Лега». В настоящее время считается, что «Гигант Лега» — это локально вымершая популяция фламинго. В 1987 году вымерший реюньонский ибис получил новое название Borbonibis latipes, и было высказано предположение, что его ближайшим родственником является лысый ибис. В 1994 году остатки «аиста» показали, что они также принадлежат этому ибису. Открытие 1987 года навело биолога Энтони Чека на предположение одного из исследователей, Франсуа Муту, что остатки могли принадлежать реюньонскому дронту. Это предположение было опубликовано исследователями Borbonibis latipes в 1995 году, переместив таксон в род черношейных ибисов и взяв видовое название дронта solitarius из бинома Сели-Лонгшана 1848 года. Авторы отмечали, что описания современников больше совпадали с описанием внешнего вида и поведения ибиса, чем представителя дронтовых, особенно потому, что в 1994 году был обнаружен фрагмент относительно короткого, прямого подклювья и что остатки ибиса в некоторых местах находились в изобилии. Было бы странно, если бы современники никогда не говорили об этой достаточно распространённой птице, поскольку они упоминали её чаще других видов, ставших впоследствии известными по фоссилиям.

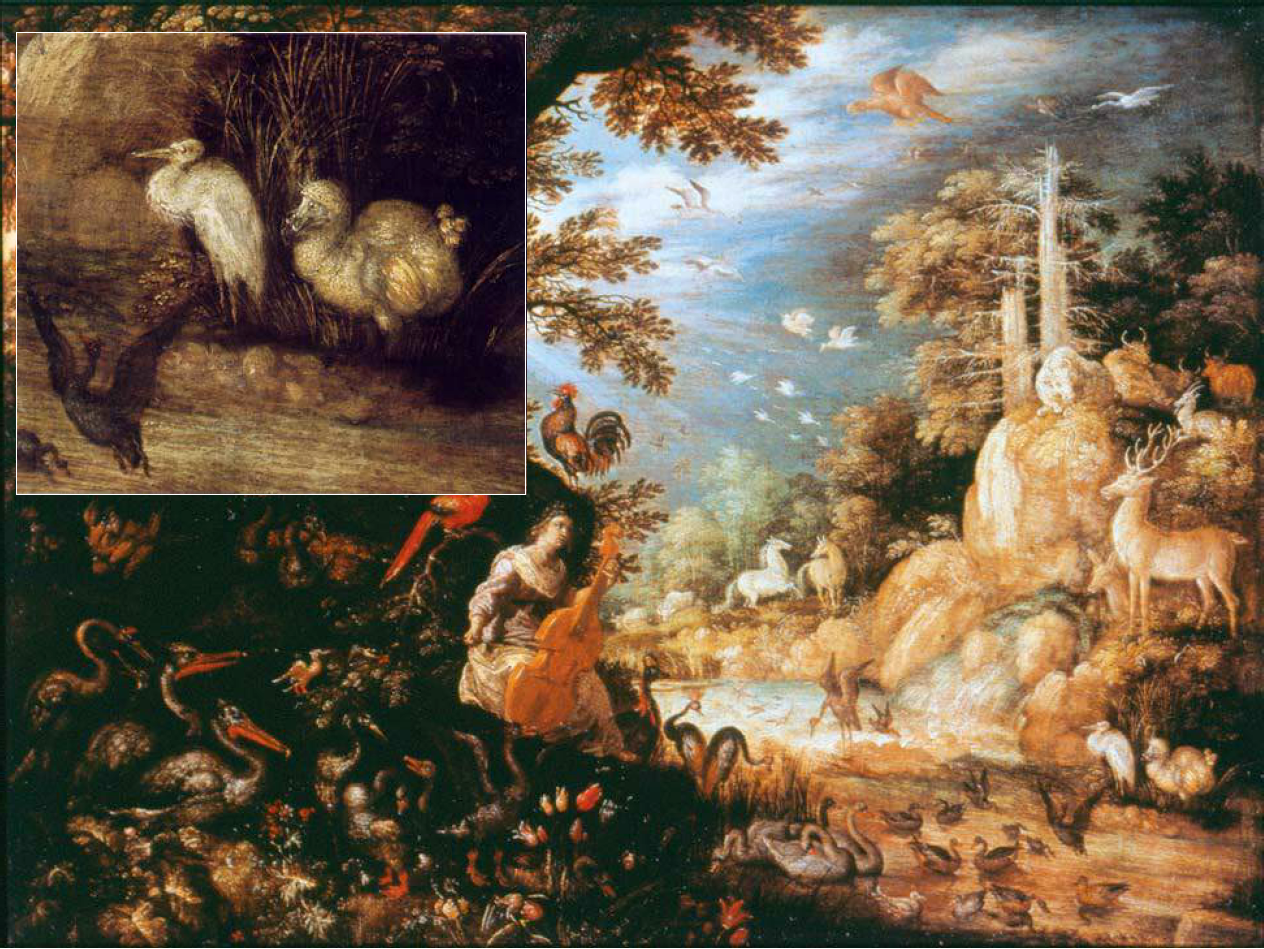
Картина Руланта Саверея с белым додо в нижнем правом углу, 1611 год

В 2003 году Артур Валледор де Лозойя, а также независимые эксперты по маскаренской фауне Энтони Чек и Джулиан Хьюм в 2004 году недавно исследовали возможное происхождение картин белого додо XVII века. Картины Визуса и Холстейна явно вытекали друг из друга, поскольку Визус, скорее всего, срисовал додо с одной из работ Холстейна, вероятно созданной намного раньше. Считается, что все поздние изображения белого додо появились на основе этих картин. По данным вышеупомянутых авторов, получается, что эти работы сами были производными ранее неизвестной картиной светлого дронта 1611 года, созданной Рулантом Савереем, под названием «Орфей, прельщающий животных своей музыкой». Предположительно, основой изображения додо послужило чучело экспоната, находившегося тогда в Праге; «walghvogel» (староголландское название дронта), окраска которого была «тёмно-кремовой», упоминался в перечне экспонатов пражской коллекции императора Священной Римской империи Рудольфа II, с которым Саверей заключил временную сделку (1607—1611). На некоторых поздних работах Саверея изображены сероватые птицы, поскольку художник, вероятно, тогда видел экспонат в хорошем состоянии. Чек и Хьюм пришли к выводу, что нарисованный экземпляр был белого цвета из-за альбинизма и по этой причине был доставлен из Маврикия в Европу. Валледор де Лозойя, напротив, предположил, что светлое оперение было особенностью молодых особей, результатом отбеливания старых чучел или просто художественным вымыслом.
Каких-либо ископаемых остатков дронтоподобных птиц на Реюньоне не было найдено. Некоторые поздние источники не согласились с мнением о том, что ископаемая птица была ибисом, и даже признавали белого дронта в качестве валидного вида. Британский писатель Эррол Фуллер согласен с тем, что на картинах XVII века изображены не реюньонские птицы, однако сомневается в том, непременно ли имеют отношение остатки ибиса с сообщениями о дронтах. Он отмечает, что нет каких-либо доказательств, свидетельствующих о том, что вымерший ибис жил до прихода европейцев на Реюньон. Чек и Хьюм отвергли подобные мнения, считая их не более чем «убеждением» и «упованием» в существование дронта на острове.

### Происхождение
Вулканическому острову Реюньону всего лишь три миллиона лет, в то время как Маврикию и Родригесу, на которых жили нелетающие дронты, — от восьми до десяти миллионов лет, и маловероятно, что птица была способна летать после пяти или более миллионов лет адаптации на островах. Также маловероятно, что Реюньон мог быть колонизирован нелетающими птицами с Маврикия и Родригеса, и только у летающих островных видов есть родственники. Для того, чтобы птицы на самом Реюньоне стали плохо летать или не летать вовсе, понадобилось бы три миллиона лет. Тем не менее, такие виды не погибли бы в результате извержения вулкана Питон-де-Неж 300 000—180 000 лет назад. Таким образом, многие современные виды были бы потомками птиц, переселившихся на остров из Африки или Мадагаскара после извержения вулкана, которые за это время не успели бы стать нелетающими.
В 1995 году морфологическое исследование показало, что близкими живыми родственниками реюньонского ибиса являются священный ибис и австралийский ибис. В нём также было предположение, намекавшее на африканское происхождение реюньонского ибиса, что ближайшим родственником является мадагаскарский ибис.

## Описание

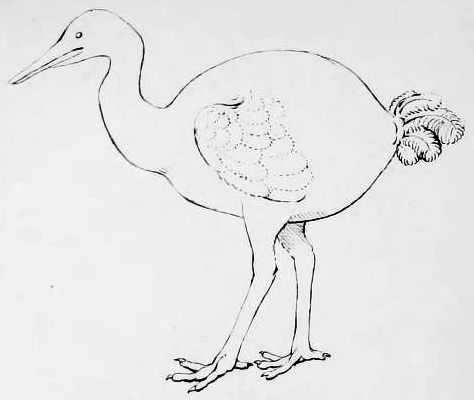
Реконструкция ибиса или аистоподобной птицы Германа Шлегеля, основанная на описании Дюбуа, 1854 год

Согласно сообщениям современников оперение было белого или серого цвета, переходившего в жёлтый, кончики крыльев и хвост — чёрными, шея и ноги — длинными, а сама птица плохо летала. Более подробным описанием птицы является сообщение Дюбуа 1674 года, которое было переведено Хью Стриклендом в 1848 году:

Отшельники. Так называются птицы, всегда ведущие одиночный образ жизни. Они размером с крупного гуся, белого цвета, а также с чёрными кончиками крыльев и хвостом. Хвостовое оперение похоже на страусиное; шея длинная, а клюв — как у вальдшнепа, но крупный; плюсна и пальцы — как у индеек. Птица спасется бегством, поскольку она очень плохо летает.
Оригинальный текст (англ.)Solitaires. These birds are so called because they always go alone. They are the size of a large Goose, and are white, with the tips of the wings and tail black. The tail feathers resemble those of an Ostrich; the neck is long, and the beak is like that of a Woodcock, but larger; the legs and feet like those of Turkeys. This bird has recourse to running, as it flies but very little
— 

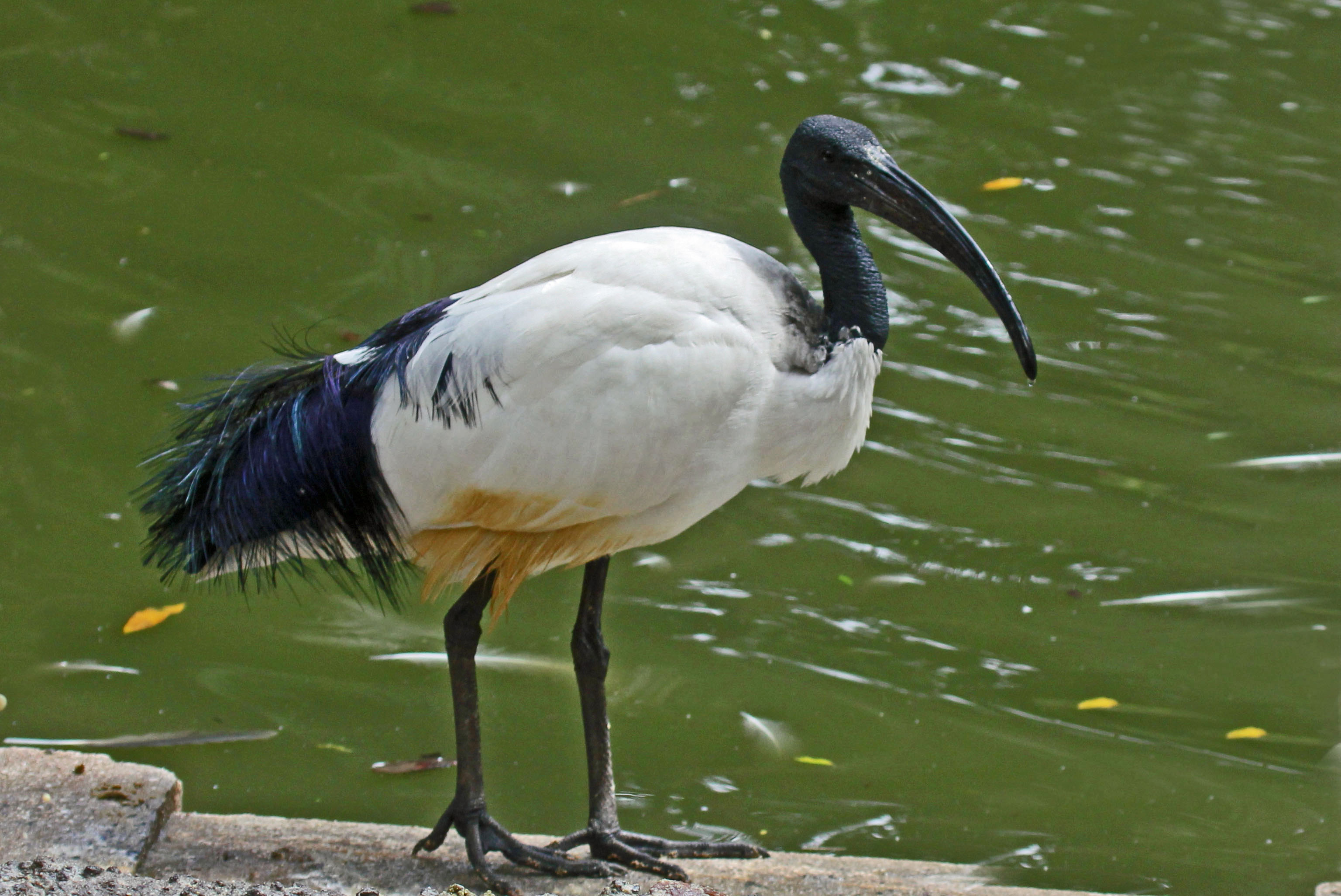
Священный ибис, имеющий такое же оперение, как и вымерший вид с острова Реюньон

Близкородственные священный и австралийский ибисы имеют похожее вышеописанное оперение, которое также чёрно-белого блестящего цвета. Во время сезона размножения яркие перья на спине и кончиках крыльев священного ибиса похожи на перья страуса, о чём говорится в описании Дюбуа. Более того, субфоссилии подклювья, найденные в 1994 году, показали, что клюв вымершей птицы был довольно коротким и прямым для ибиса, что соответствует описанию Дюбуа. Чек и Хьюм предположили, что французское слово «bécasse» из оригинального описания Дюбуа, которое обычно переводится как «вальдшнеп», могло также означать «кулик-сорока», ссылаясь на ещё одну птицу с длинным, прямым, но более крепким клювом. Они также отметили, что неправильно переведено последнее предложение, которое на самом деле означает, что птицу можно было поймать на лету. Яркая окраска оперения, о которой говорили некоторые авторы, могла говорить об иризации, наблюдающейся у австралийского ибиса.
Субфоссилии показывают, что птица имела крепкое и, вероятно, мощное телосложение, а также, в отличие от священного и австралийского ибисов, более крупную голову. Тем не менее, у этих птиц есть множество сходных черт. По мнению Хьюма птица была не более 65 см в длину, с размером священного ибиса. Грубые костяные выступы на крыле реюньонского ибиса указывали на то, что птица их использовала во время боя. Есть вероятность, что птица была нелетающей, однако каких-либо примечательных остеологических остатков не было найдено; нет полностью собранных скелетов, однако из известных костей грудины только одна из них указывала на то, что птица плохо летала. Удлинённый коракоид, а также крепкие лучевая и локтевая кости указывали на то, что вид был способен летать, однако наличие особого канала между пястной и крылышком известно только у бескилевых, пингвинов и некоторых вымерших видов.

## Экология и образ жизни

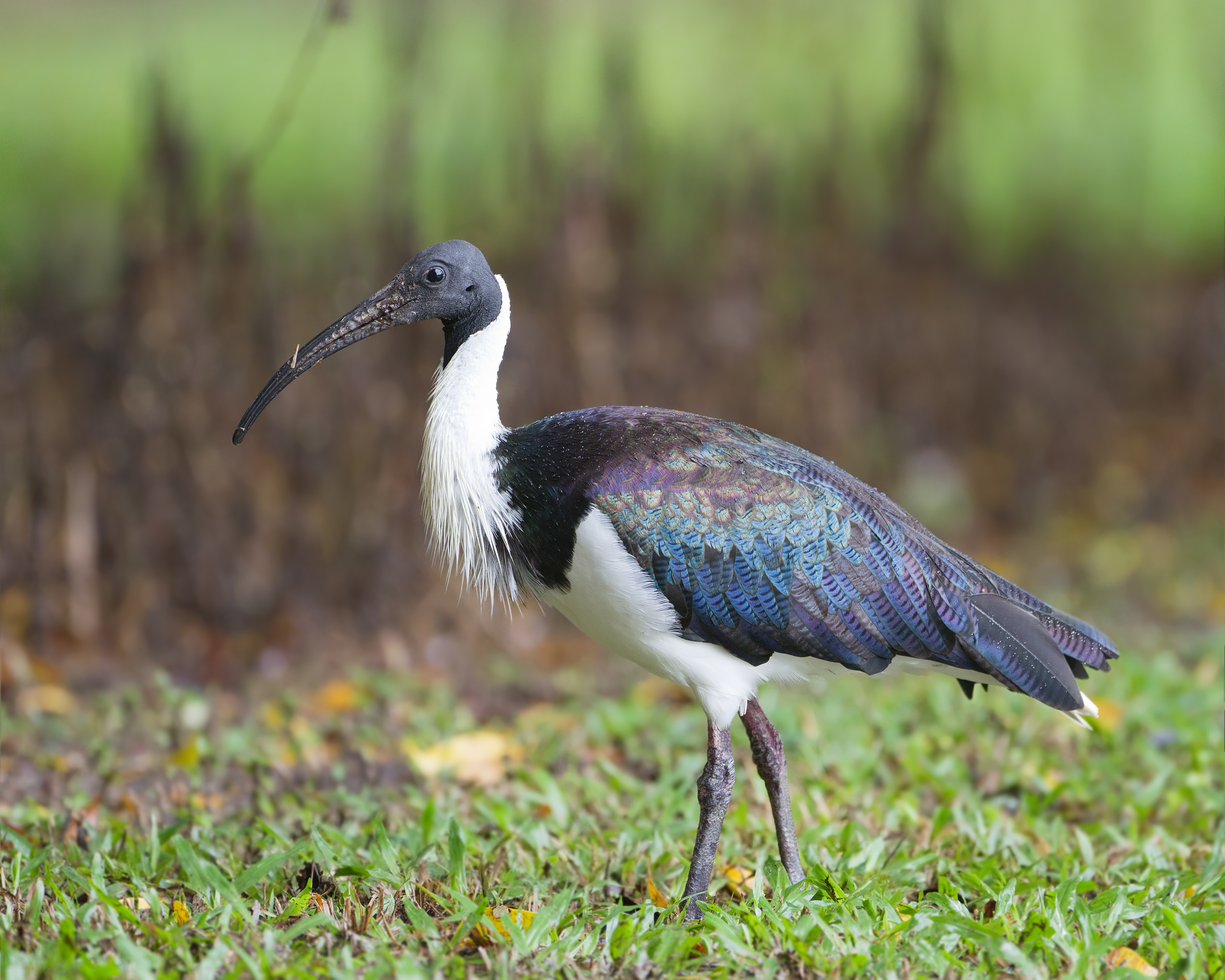
Австралийский ибис, ещё один близкий родственник, как и многие ибисы, обитающий на болотах

Поскольку сообщения современников по поводу того, умела ли птица летать или нет, остаются противоречивыми, Мурер-Шовье предположил, что эта способность зависела от сезонных циклов, подразумевающих накопление жира в сезон дождей и отказ от еды во время засухи. Предположительно, птица не могла летать из-за накопленного жира, однако во время засухи эта способность возвращалась. Тем не менее, Дюбуа, в частности, писал, что дронт, в отличие от многих других реюньонских птиц, не накапливал жир. Единственным упоминанием о питании и точной среде обитания является сообщение Жана Фёйа 1708 года, ставшее последним свидетельством живой особи:

Дронты размером с индюка, серого или белого цветов. Обитают на возвышенностях. Питаются только червями и прочей почвенной гадостью.
Оригинальный текст (англ.)The solitaires are the size of an average turkey cock, grey and white in colour. They inhabit the tops of mountains. Their food is only worms and filth, taken on or in the soil.
— 
Рацион и режим питания, описанный Фёйем, совпадал с тем, что присущ ибису, тогда как представители дронтовых, как известно, питались фруктами. Дюбуа отнёс этот вид к наземным птицам, поскольку он не жил в естественной среде обитания ибисов, такой как болото. Вероятно, это было вызвано тем, что предки птиц колонизировали Реюньон до болот, приспособившись к имеющейся среде обитания. Маврикий не был колонизирован птицей по той причине, что рыжие маврикийские пастушки занимал ту же нишу, что и ибис. По-видимому, птица обитала на возвышенностях с ограниченным ареалом. Сообщения первых поселенцев свидетельствовали о том, что вид к 1667 году был обнаружен близ своих гнездовых колоний, но в труднодоступных местах. Птица могла жить в восточных низменностях до 1670-х годов. Хотя во многих сообщениях конца XVII века говорилось о том, что птица обладала хорошим вкусом, Фёйю она не понравилась. Возможно, это было связано с изменением режима питания птицы, когда она перемещалась в более труднодоступные, высокогорные места, скрываясь от свиней, разрушавших её гнёзда, которые строились на земле ввиду ограниченных лётных возможностей.
Многие эндемики Реюньона вымерли после прибытия человека, разрушившего экосистему острова. Реюньонский ибис жил бок о бок с такими вымершими птицами, как маскаренский хохлатый скворец, маскаренский попугай, подвид маврикийского кольчатого попугая, реюньонская султанка, Mascarenotus grucheti, кваква Дюбуа и реюньонский розовый голубь.

## Вымирание
Поскольку на Реюньоне жили поселенцы, реюньонский ибис, по-видимому, стал придерживаться вершин гор. Интродуцированные виды, такие как кошки и крысы, нанесли непоправимый вред. Вымиранию также поспособствовала чрезмерная охота, о которой говорилось в некоторых сообщениях современников. В 1625 году Джон Таттон писал, что благодаря доверчивости птицы на неё можно было легко охотиться и что её ели в большом количестве:

Там изобилие и малых, и крупных наземных птиц, куча голубей, попугаев и их подобных; а также большая птица величиной с индейку, очень жирная, с короткими крыльями, не позволяющими ей летать, белого цвета и некоторым образом безобидная: также как и все птицы, она во время выстрела ни подавала сигналы тревоги, ни боялась. Наши люди забивали их палками и камнями. Было достаточно одной птицы, чтобы обслужить сорок человек. 
Оригинальный текст (англ.)There is store of land fowle both small and great, plenty of Doves, great Parrats, and such like; and a great fowle of the bignesse of a Turkie, very fat, and so short winged, that they cannot fly, being white, and in a manner tame: and so be all other fowles, as having not been troubled nor feared with shot. Our men did beat them down with sticks and stones. Ten men may take fowle enough to serve fortie men a day.
— 

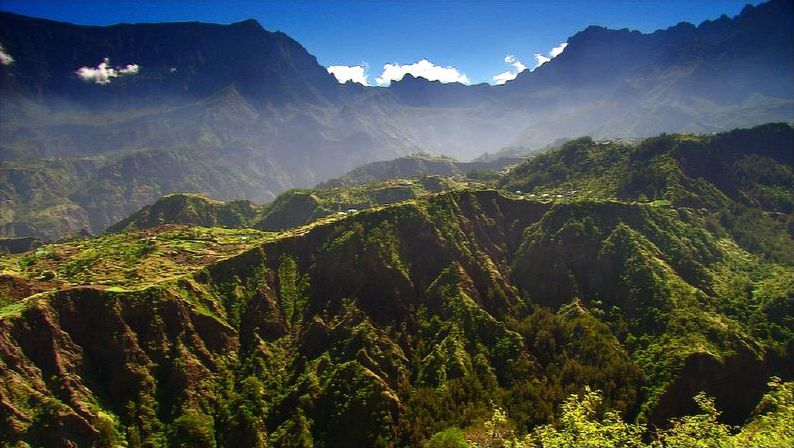
Лесные вершины гор на Реюньоне, 2006 год

В 1671 году Мелет упомянул вкус мяса этой птицы и описал забой нескольких особей на острове:

Ещё один вид птиц, именуемый дронтами, был хорош на вкус, а его оперение обладает обворожительной красотой благодаря разнообразию ярких цветов на крыльях и шеях… Птицы так сильно волнуются и такие доверчивые, что не нужно охотиться с огнестрельным оружием, их можно легко убить палкой или посохом. В течение пяти или шести дней, когда нам разрешили пойти в лес, уже их погибло столько, что наш генерал [де ла Хэй] был вынужден запретить кому-либо покидать лагерь на сто шагов, опасаясь, что будет уничтожен весь район, нужно было в одиночку поймать одну живую птицу и заставить её кричать, чтобы та в один миг привлекла целые стаи, спускавшиеся с ветки на людей, поэтому, не двигаясь часто с одного места на другое, можно было убить сотни птиц. Однако, заметив, что невозможно истребить такое большое количество птиц, нам разрешили их убивать, что доставляло всем большую радость, поскольку без каких-либо затрат можно было добыть очень вкусную еду.
Оригинальный текст (англ.)(A)nother sort of bird called solitaires which are very good (to eat) and the beauty of their plumage is most fascinating for the diversity of bright colours that shine on their wing and around their necks... There are birds in such great confusion and so tame that it is not necessary to go hunting with firearms, they can so easily be killed with a little stick or rod. During the five or six days that we were allowed to go into the woods, so many were killed that our General [de La Haye] was constrained to forbid anyone going beyond a hundred paces from the camp for fear the whole quarter would be destroyed, for one needed only to catch one bird alive and make it cry out, to have in a moment whole flocks coming to perch on people, so that often without moving from one spot one could kill hundreds. But, seeing that it would have been impossible to wipe out such a huge quantity, permission was again given to kill, which gave great joy to everyone, because very good fare was had at no expense.
— 
Последним достоверным сообщением о реюньонском ибисе были сведения Фёйя 1708 года, указывавшие на то, что птица вымерла в начале нового века. В 1820-х годах Луи Анри де Фрейсине расспросил старого раба о дронтах, который сказал, что когда его отец был ребёнком, эти птицы жили близ района Сент-Джосеф. Возможно, это произошло веком ранее, поэтому сообщение может быть ненадёжным. Чек и Хьюм предполагают, что одичавшие кошки, изначально охотившиеся на диких животных в низине, позже переместились во внутренние горные районы, которые были труднодоступны для свиней и являлись последним пристанищем реюньонского ибиса. Предположительно вид вымер около 1710—1715 годов.